# Cessna 303
Cessna T303 Crusader je američki niskokrilni laki zrakoplov sa šest sjedišta, proizveden u zrakoplovnoj tvrtki Cessna. Proizvodnja aviona prestala je 1986. godine.

## Dizajn i razvoj
Izvorni 303 Clipper imao je četiri sjedišta a prvi let bio je 14. veljače 1978. Pokretala su ga dva Lycoming motora i bio je direktni konkurent avionima Piper Seminole, Gulfstream American GA-7 Cougar i Beech Duchessu. Kako tada na tržištu nije bilo potražnje za četverosjedom, izrađen je samo jedan Clipper 303 a avion je redizajniran za šest sjedišta. Novi model s oznakom T303 Crusader prvi puta je poletio 17. listopada 1979. a prva isporuka je bila u listopadu 1981. godine. Cijeli T303 je izrađen od metala i ima tricikl podvozje. Avionom upravlja jedan pilot uz kojega se mogu smjestiti još pet putnika.

## Tehničke karakteristike (T303)
Osnovne karakteristike
- posada: 1
- kapacitet: 5 putnika
- dužina: 9,27 m
- raspon krila: 11,9 m
- površina krila: 17,6 m2
- visina: 4,06 m

Letne karakteristike
- najveća brzina: 400 km/h
- dolet: 1.890 km
- brzina penjanja: 451 m/min
- najveća visina leta: 7.620 m
- specifično opterećenje krila: 132,7 kg/m2
- motor: 2x Continental Motors TSIO-520AE